# Antenna random wire

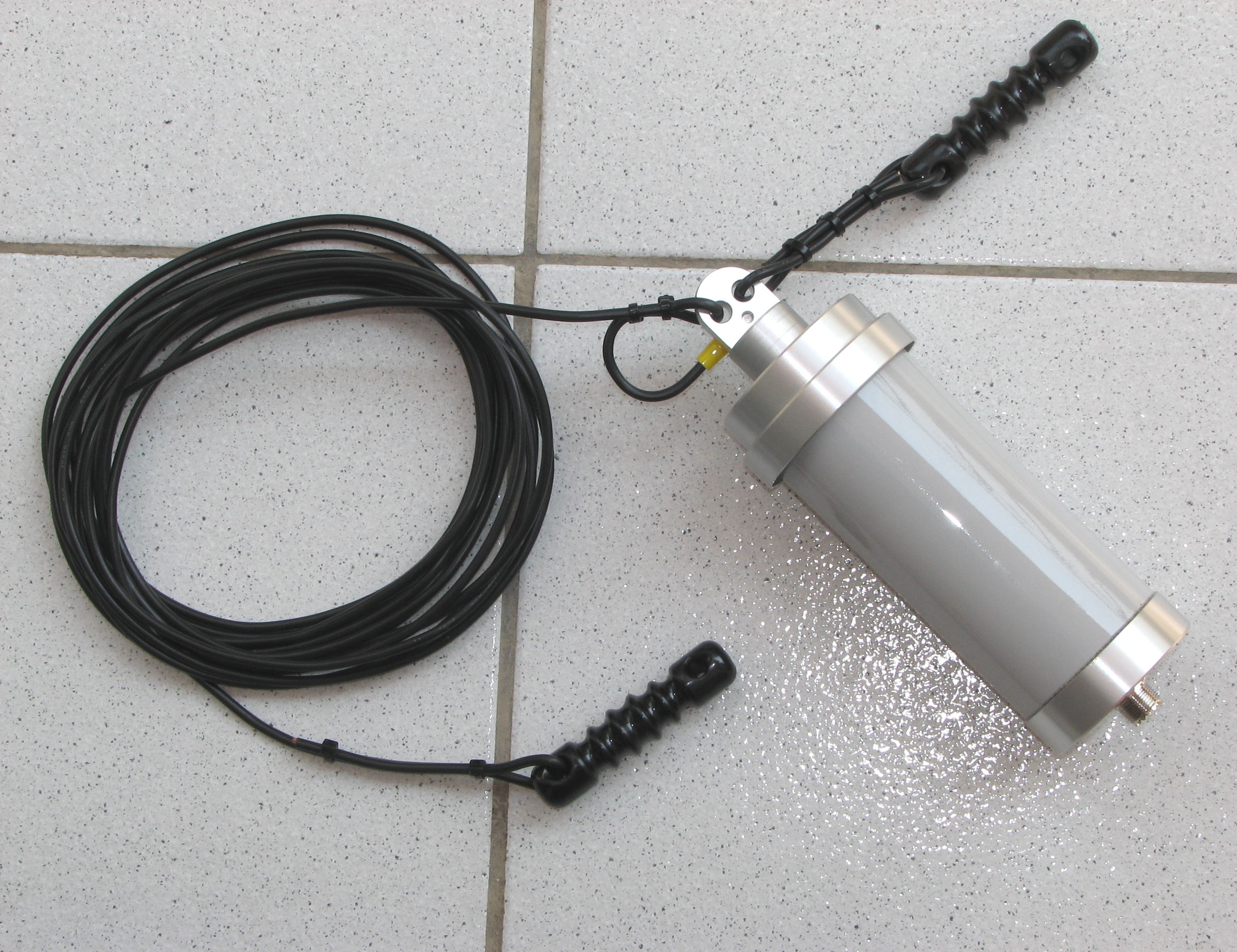
Un'antenna random wire multibanda commerciale, con alle estremità isolatori e UN-UN con carico resistivo, pronta per la messa in opera.

Una random wire è un tipo di antenna per ricevere e trasmettere onde radio costituita da un cavo sospeso sopra al suolo, la cui lunghezza può anche non essere correlata alla lunghezza d'onda desiderata ma adattata per convenienza. Lo sviluppo del cavo può essere contenuto in un unico piano verticale oppure in più piani tra alberi o muri quanto basta per aver abbastanza filo esposto nello spazio il più possibile lontano da ostacoli; in quest'ultima disposizione è detta antenna a zig-zag a motivo dello sviluppo. Queste antenne solitamente non sono efficienti come altre la cui lunghezza è progettata per risuonare a una specifica lunghezza d'onda. Le random wire sono un tipo di antenna monopolo e uno dei due capi deve essere messo a terra.
Queste antenne sono largamente impiegate come riceventi per le onde lunghe, medie e corte, e come trasmittenti sulle stesse bande per attività all'aperto, stazioni di trasmissione temporanee o di emergenza, come anche in altre situazioni dove non possono essere collocate antenne fisse.
Un grande vantaggio delle random wire, (in tutte le loro manifestazioni, comprese le antenne verticali Rybakov) è che, per la loro stessa natura di antenne non risonanti, possono essere utilizzate su più bande (comprese le WARC) sfruttando il principio delle armoniche. Basta avere l'accortezza, in fase di costruzione, di dotarle di un trasformatore di impedenza UN-UN con un valore ottimale di 4:1, possibilmente usando la ferrite al posto dei classici toroidi; in questo modo si "appiattiscono" le differenze di VSWR fra le varie bande e si riesce, tramite l'ausilio di un accordatore di antenna, ad avere una discreta efficienza, anche in trasmissione, su tutto lo spettro delle HF.

## Differenza trarandom wireelong-wire

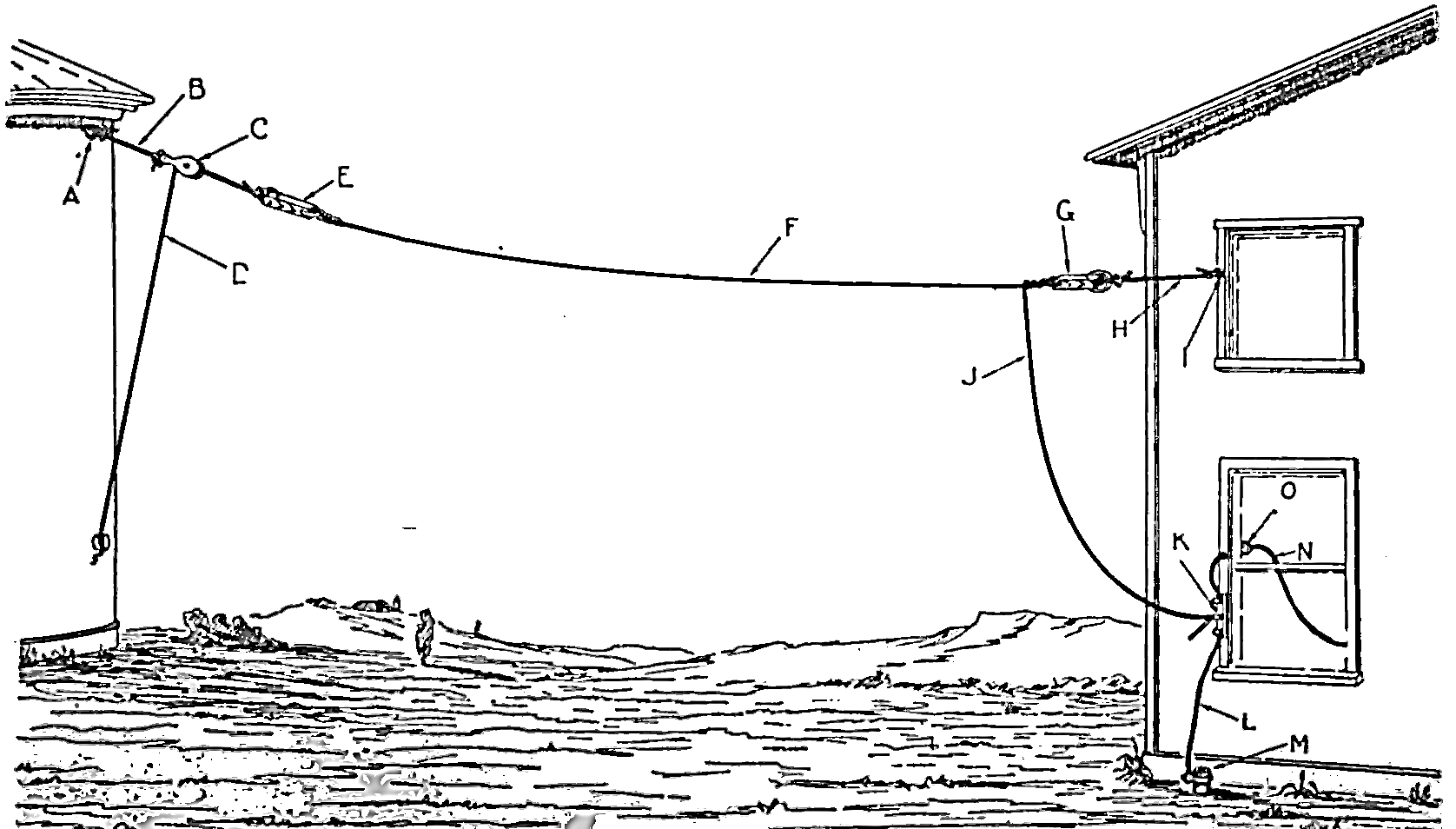
Una tipica antenna fissa a filo tesa fra due costruzioni.
Questo esempio dispone di un commutatore per scariche elettriche che scarica a terra per sicurezza l'antenna durante i temporali.
Da una pubblicazione del 1922.

Spesso le antenne random wire vengono in modo inappropriato chiamate long-wire. Le long-wire per definizione dovrebbero essere più lunghe di due lunghezze d'onda rispetto alla frequenza di trasmissione, rendendole poco pratiche per chi è a corto di spazio. Le random wire possono non rispettare questa condizione e limitare la propria lunghezza ad una di poco superiore ad un quarto d'onda della frequenza desiderata, sia in trasmissione che in ricezione.

## Diagramma di radiazione
Il diagramma di radiazione di una random wire dritta è imprevedibile e dipende dalla lunghezza elettrica della stessa: potrebbe avere diversi lobi agli angoli verso l'asse dell'antenna. La radiazione scenderà a zero sull'asse. Un'antenna zig-zag avrà un diagramma ancora più difficile da prevedere.

## Costruzione
Di solito consta di un lungo cavo (almeno un quarto di lunghezza d'onda), con un'estremità collegata alla radio e l'altra saldamente ancorata a un sostegno, sistemato nel modo migliore a seconda dello spazio disponibile. L'antenna ideale ha uno sviluppo a catenaria compreso in un unico piano verticale, tesa il più in alto possibile tra alberi o fabbricati, con le estremità isolate e distanziate fisicamente dai sostegni tramite ancoraggi isolanti. La sezione del filo di rame ricoperto da dielettrico varia tipicamente 1,6 a 2 mm. Avvolgendolo a bobina si riduce l'efficacia e si rendono le analisi teoriche estremamente difficoltose (maggiore lunghezza aggiunge prestazioni più di quanto il riavvolgimento tolga).
Se impiegata in trasmissione, un'antenna random wire richiederà sempre un accordatore siccome ha un'impedenza imprevedibile, variabile a seconda della frequenza. Un lato dell'uscita dell'accordatore è collegato direttamente all'antenna, senza l'uso di una linea di trasmissione, l'altro a una buona terra. Una antenna pari a un quarto d'onda lavorerà alla perfezione, mentre una semionda avrà rendimento scarso con la maggioranza degli accordatori. Senza una buona terra l'antenna irradierà comunque, ma tenterà di accoppiarsi capacitativamente con un materiale conduttore nelle vicinanze, cosa che è controindicata. Il suolo ottimale per la messa a terra potrà essere trovato attraverso sperimentazioni, oppure si può impiegare una tubatura dell'acqua fredda nelle vicinanze oppure ancora un altro filo lungo approssimativamente un quarto di lunghezza d'onda chiamato "contrappeso".